# Božidar Wolfand - Wolf
Božidar Wolfand (z umetniškim imenom Wolf), slovenski pevec, skladatelj in producent zabavne glasbe, * 24. januar 1962.
Je iz Hrastnika. Sodeloval je s skupinami Rendez-Vous, F+, Veter in Avtomobili. Leta 1986 je izdal prvo samostojno ploščo.
Sedel je v komisiji, ki je junija 2020 na avdiciji izbirala nastopajoče za festival Slovenske note 2020, ki je potekal septembra v Delavskem domu Hrastnik.

### Pisanje glasbe za druge
Do leta 1993 je za druge izvajalce napisal okoli 200 skladb. Besedila je prispevala njegova žena Helena Banič.
Prispeval je aranžmaje za zabavnoglasbeni del prve kasete skupine Veter iz leta 1988, ki se je zaradi uspešnice "Bela snežinka" prodala v srebrni nakladi (25.000 izvodov).
Napisal je glasbo za pesem "Vzela si bom vse" Simone Weiss, ki je napisala besedilo. Skladba se je pojavila na Helidonovi kaseti Pop Hits '91. Za ploščo Ker ljubim skupine Malibu (ZKP RTV, 1997) sta Wolf in Baničeva prispevala večino pesmi, Wolf je bil tudi eden od spremljevalnih vokalov. Wolf je skupaj z Mirkom Šlibarjem napisal pesem "Na valentinovo", ki jo je Šlibar s skupino Malibu zapel na 40. festivalu domače zabavne glasbe Slovenije Ptuj 2009. Ta pesem je bila prva po izboru gledalcev.

### Igra Catch the cash
Ob propadu goljufive denarne igre Catch the cash, v kateri naj bi sodelovalo okoli 100.000 Slovencev, so se pojavile govorice, da je pobral zajeten kup denarja in šel v izgnanstvo v tujino, kjer na veliko zapravlja. Med promocijo albuma Do pekla in nazaj leta 1993 je Wolf to zanikal in povedal, da se je izpopolnjeval v glasbeni produkciji v New Yorku in Angliji, nekaj časa pa z Baničevo preživel tudi v Kranjski gori.

### Nastopi na televiziji
Je eden od sodelujočih v oddaji Moja pesem, tvoj glas (TV3, 2020).

## Festivali

### Pop delavnica
- 1986 : "Suženj ritma" (Tadej Hrušovar - Helena Banič - Slavko Avsenik ml.) - nagrada strokovne žirije

### Opatijski festival
- 1986: "Ne laži mi" (Božidar Wolfand - Dušan Velkaverh) (COBISS)

### EMA
- 2020: "Maybe Someday" (Grigor Koprov - Božidar Wolfand, Helena Banič Wolfand - Vladimir Dojčinovski)

## Diskografija

### Albumi
- Wolf (ZKP RTVL, 1986)
- Sida twist (Helidon, 1988) (COBISS)
- Največji uspehi (Helidon, 1991) (COBISS)
- Wolf vam predstavlja nagajive pesmi iz volčjega brloga (Helidon, 1991?) (COBISS)
- Angel varuh (Helidon, 1992) (COBISS)
- Največje uspešnice (Helidon, 1992) (COBISS)
- Do pekla in nazaj (Helidon, 1993) (COBISS)
- Songbook Rainbow (Obzorja, 1997) (COBISS)
- Helidonove uspešnice (Helidon, 2019) (COBISS)

### Pesmi
- "Moja mala princesa" (1989)
- "Ti boš moja" (1990)
- "Angel varuh" (1991)
- "Koliko solz" (1991)
- "Aleluja Baby" (1991)
- "Nikdar več" (1991)
- "Edino ti" (1992)
- "Zasavski zvonovi" (1993)